# Перекопський повіт (Новоросійська губернія)
Перекопський повіт — адміністративна одиниця Новоросійської губернії (1796—1802) із центром у місті Перекоп, утворений 12 грудня 1796 року указом імператора Павла I. Згідно з проведеною Павлом політики укрупнення адміністративних одиниць, у грудні 1796 року було скасована Таврійська область і змінений розподіл на повіти, територію включили до складу новоствореної Новоросійської губернії. Замість колишніх 3 повітів було утворено один, що включав скасовані тим же указом Перекопський повіт (північна частина Криму) і «материкові» повіти — Мелітопольський і Дніпровський.

## Географія
Південний кордон повіту починався від вершини затоки Сиваша на схід від смт Совєтський і йшов на захід по безіменному сухоріччю (на кілометровій карті Генштабу Червоної армії 1941 року підписаному, як Суджилко (Сухе русло)) до сучасного села Тамбовка. Потім повертав на північ по Біюк-Карасу до її впадання в Салгир і знову на захід по Салгиру до гирла Бурульчі (район сучасного села Новомикільське). Звідси кордон повертав на північний захід, до верхів'їв Чатирлику і йшов за ним до моря.
Згідно відомості, складеної під час п'ятої ревізії 1796 року в повіті значився 45 191 чоловік, за «камеральним Описом Таврійської області», складеним у 1802 році, у Перекопському повіті було 35 732 мешканця.
8 (20) жовтня 1802 року Олександр I, найвищим указом Сенату, розділив Новоросійську губернію на Таврійську, Миколаївську і Катеринославську губернії. Тим же указом у Таврійській губернії було ліквідовано Перекопський повіт і відновлені 3 колишніх (за указом — «нових»).